# Gelderse leeuw

De Gelderse leeuw, op een banier volgens het Wapenboek Bellenville

De Gelderse leeuw komt in de Gelderse heraldiek veel als wapendier voor. Deze figuur wordt daarom wel de "Gelderse leeuw" genoemd. Het figuur komt naast delen van Gelderland, ook daarbuiten in Limburg en Duitsland voor. Het voormalige hertogdom Gelre besloeg een groter grondgebied dan de huidige provincie Gelderland.
De heraldische beschrijving is:
"Een dubbelstaartige leeuw van goud, gekroond van hetzelfde en getongd en genageld van keel."

## Geschiedenis
Otto II van Gelre voerde een gouden leeuw op een blauw veld bezaaid met blokjes, vergelijkbaar met het wapen van Nassau. Aangenomen werd dat "een zekere Adolf, graaf van Nassau, overste der Hessen oppervoogd van Gelre was" Een aantoonbare familieband met Nassau is echter niet vastgesteld, de herkomst van de leeuw blijft onbekend. Uit de heraldische puzzel rond het wapen van Gelderland blijkt dat de graven van Gelre voor het invoeren van de gouden leeuw, drie bollen of Gelderse rozen op hun schild voerden. Ook combinaties daarvan zoals bijvoorbeeld in het wapen van Doetinchem en Geldern. Otto was de eerste met de gouden leeuw waarmee de Nassause band hoogstwaarschijnlijk naar het rijk der fabelen kan worden verwezen.
Duidelijk is dat na 1339 de blokjes op het schild verdwijnen toen het wapen vermeerderd werd nadat het graafschap Gelre tot hertogdom was verheven. De leeuw kreeg een metamorfose en werd voorzien van een gouden kroontje en een dubbele of gespleten staart, zoals het afgebeeld staat in het wapenboek Gelre. Nadien staat de Gelderse leeuw veelal samen met de Gulikse leeuw op een gedeeld schild als Gelders wapen. 
Op diverse familie-, stads-, heerlijkheids- en gemeentewapens komt de figuur voor, op de oudere wapens als symbool van het landsheerlijk gezag dat Gelre uitoefende, op moderne wapens ter herinnering daaraan. Niet altijd is de uitvoering daarvan historisch correct. In Duitse gebiedsdelen komt de leeuw bijvoorbeeld met een rode kroon voor. Met name de extra staart of de kroon werd soms vergeten, of de kleuren zijn niet correct. Dat was bijvoorbeeld bij het wapen van Hattem het geval, voor de laatste wijziging. In Hattem werd de fout hersteld door de ontdekking van streekhistoricus Gerrit Kouwenhoven. Ook het wapen van Lochem kreeg correcties. Daar had de leeuw een enkele staart en de mispelbloemen werden als sterren weergegeven.

## Wapens met de Gelderse leeuw

### Duitsland

Wegberg
Erkelenz
Geldern
Goch

### Nederland

Doetinchem
Belfeld
Born
Hattem
Roermond
Venlo
Nederlands Limburg